# Oenite
L'oenite è un minerale appartenente al gruppo della löllingite.

## Etimologia
Il nome è in onore del mineralogista e petrologo olandese Ing Soen Oen (1928-1996).